# Volkswagen Passat B5
El Volkswagen Passat B5, fue la quinta generación producida del mencionado modelo de la casa alemana Volkswagen. Fue presentado en el año 1997 y su producción se extendió hasta el año 2005. Se trató de un modelo completamente reformulado con relación a su antecesor, ya que fue basado sobre la plataforma PL45, la cual compartió con la primera generación del Audi A4 (presentado en 1995). Esta particularidad, permitió que el Passat nuevamente comparta su plataforma con un homólogo de la marca Audi, ya que la generación B2 (presentada en 1980) lo hizo en su oportunidad con el Audi 80 compartiendo la plataforma Typ 81.

## Passat B5 (1997-2005)
El Passat de quinta generación (Tipo 3B) creció notoriamente en tamaño, en especial luego de la reestilización de noviembre de 2000. Eso lo convirtió en uno de los modelos más largos en su categoría. Debido a que estaba basado en el Audi A6 de primera generación, el motor volvió a montarse en dirección longitudinal.
Existió en dos versiones, la europea y la especial para China denominada Passat LWB (long wheel base) con una carrocería distinta y 10cm más de distancia entre ejes para competir en el segmento E. 
En Europa la carrocería larga se comercilizó como Škoda Superb utilizando completos la panelería e interiores del Passat LWB de Shangai Vokswagen Automotive pero fabricándose en la República Checa.
 Este Passat de motor longitudinal y batalla larga se sigue comercializando remodelado como Volkswagen Passat Lingyu.
Los motores gasolina son un cuatro cilindros en línea de 1.6 L y 101 CV, un cuatro cilindros en línea atmosférico de 1.8 L y 125 CV o con turbocompresor y 150 CV, un cuatro cilindros en línea de 2.0 l de 116, 120 o 130 CV, un VR5 de 2.3 L y 150 CV (luego 170 CV), un seis cilindros en V de 2.8 L de 193 CV, y un W8 de 4.0 L de 275 CV.
Los motores diésel eran un cuatro cilindros en línea con dos válvulas por cilindro de 1.9 litros y 90, 110, 115 o 130 CV, y un seis cilindros en V con cuatro válvulas por cilindro de 2.5 L y 150, 163 o 180 CV. Ambos poseían turbocompresor e inyección directa. Los 1.9 L de 100, 115 y 130 CV poseían alimentación por inyector-bomba.

### Passat B5 (1995-2000)

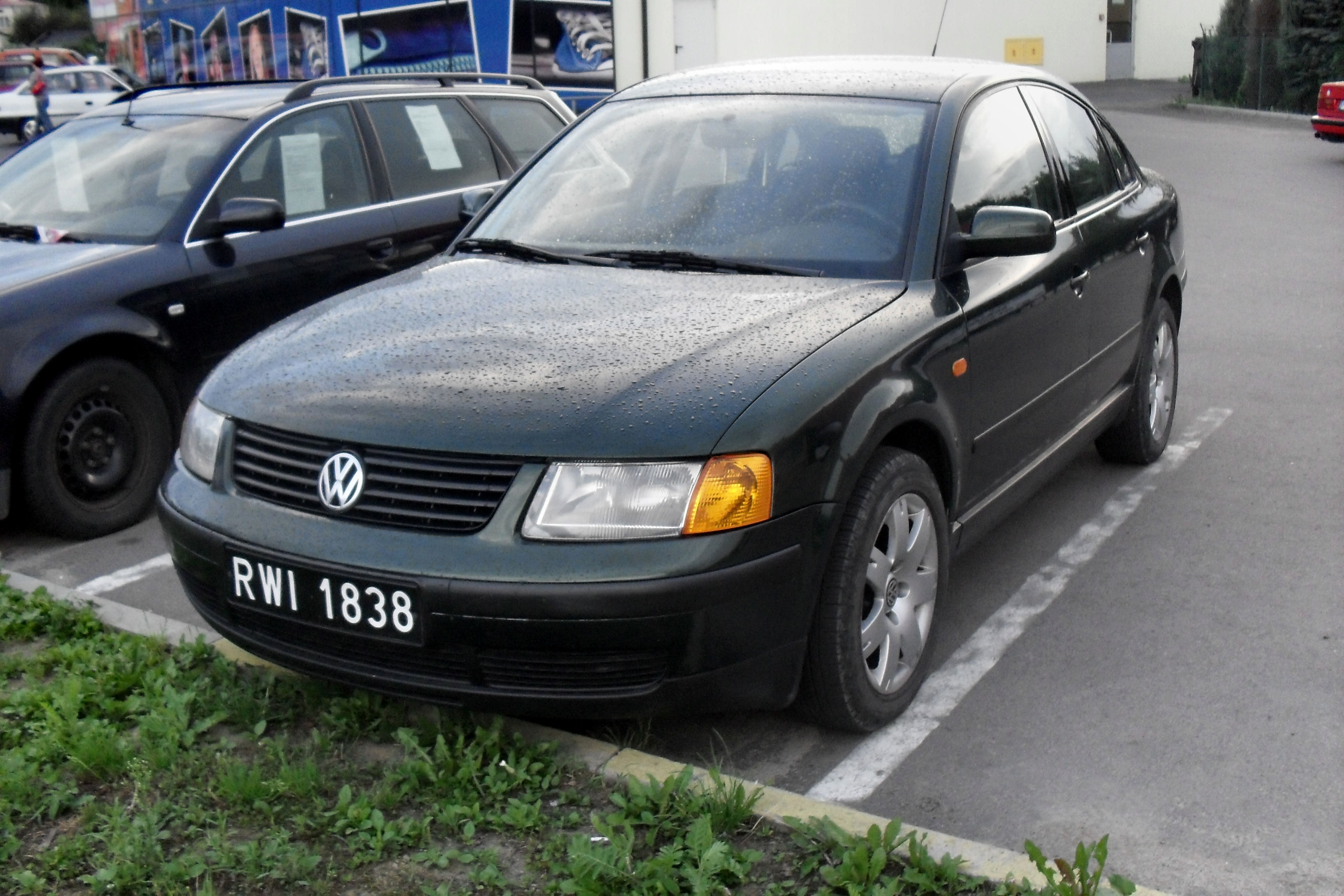
Delantera con intermites ámbar
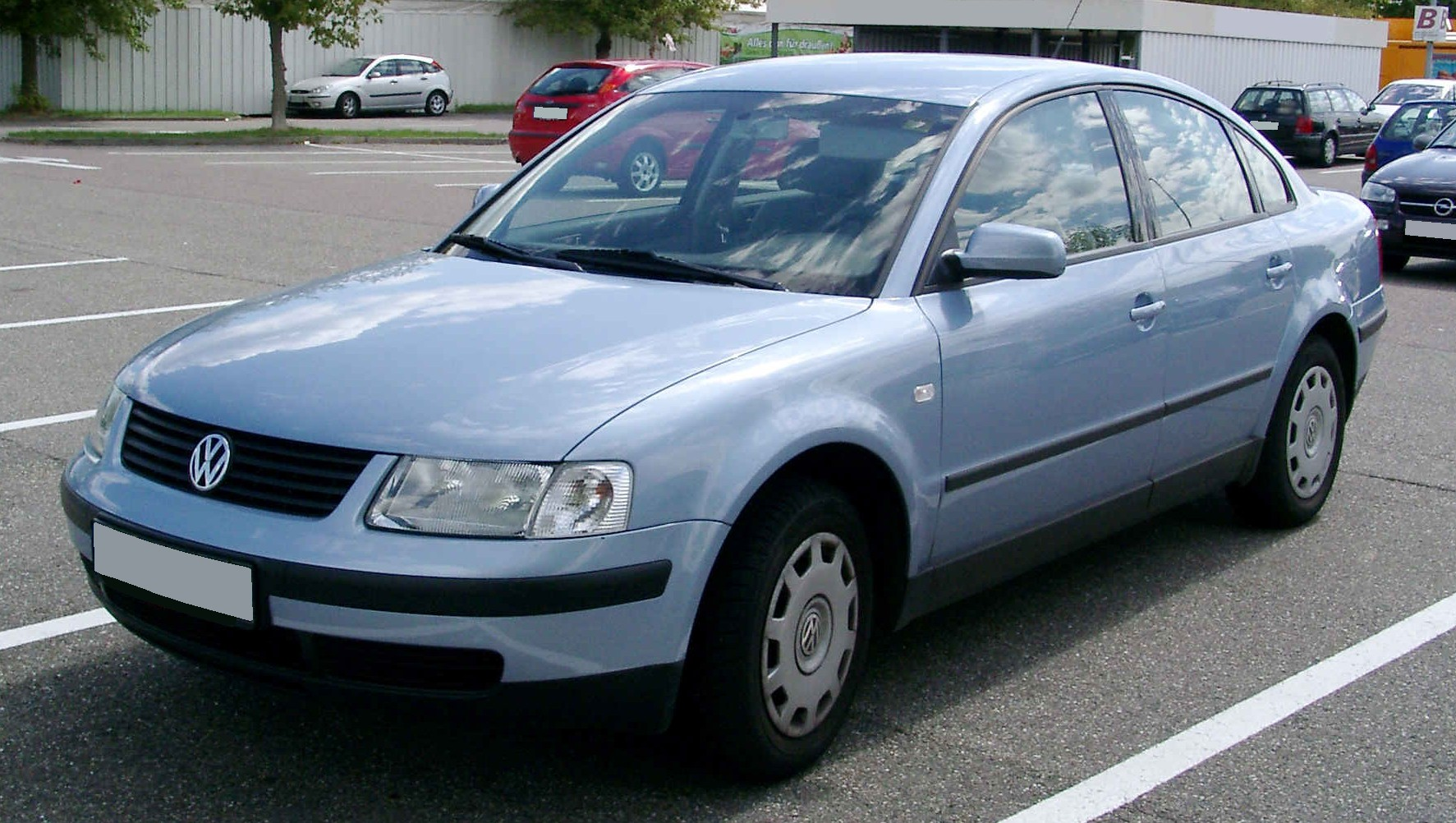
Delantera
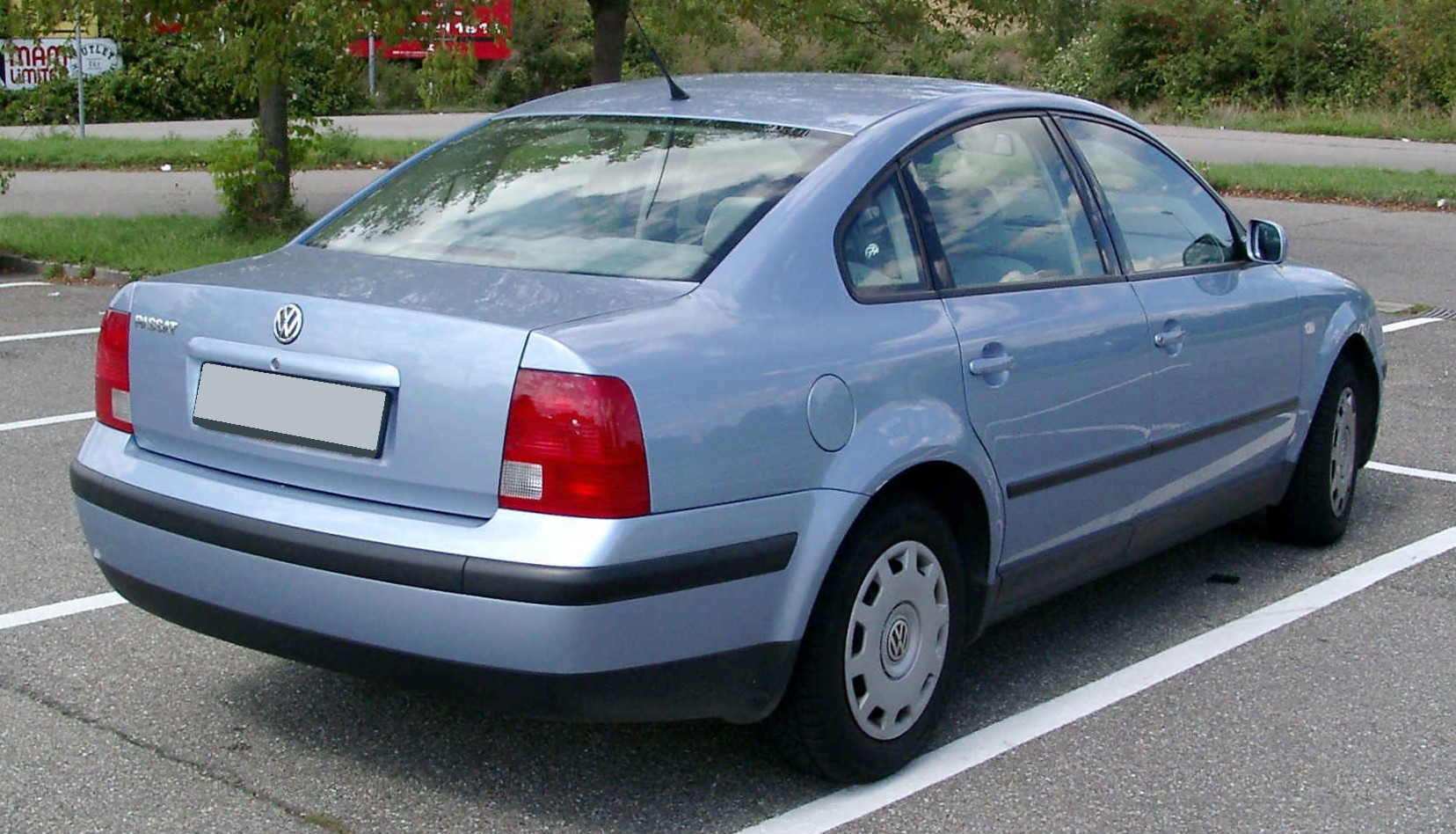
Trasera
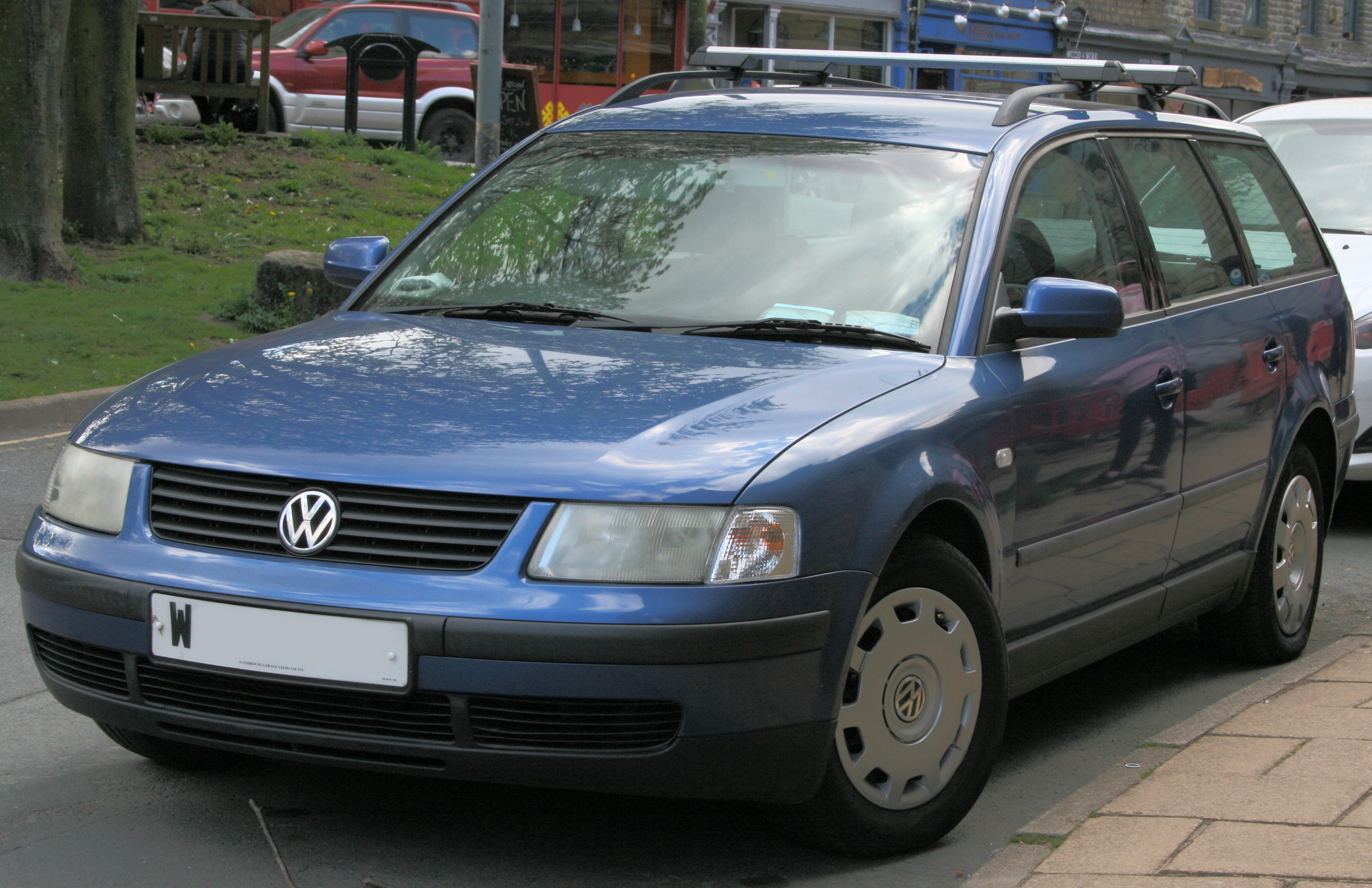
Passat Variant (1997–2000)
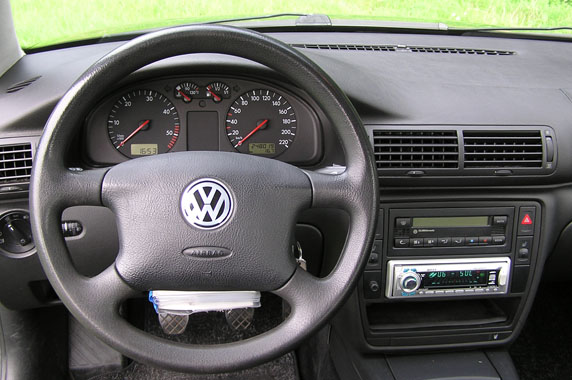
Puesto de conducción

#### Motorizaciones
| Periodo                        | 1997-1999                                         | 1998-2000                                         | 1997-2000                                         | 1997-2000                                         | 1997-1998                                         | 1999-2000                                         | 2000                                              | 1997-2000                                         | 1997-1998                                         | 1997-2000                                         |
| Identificación del motor       | ADP, AHL                                          | AHL, ARM, ANA                                     | ADR                                               | ADR, APT, ARG, ANQ                                | AEB                                               | APU, ANB                                          | AUZ, ASU, AVA                                     | AGZ                                               | ACK, ALG                                          | APR, AQD                                          |
| Tipo de motor                  | L4 8v                                             | L4 8v                                             | L4 20v                                            | L4 20v                                            | L4 20v, turbo, intercooler                        | L4 20v, turbo, intercooler                        | L4 8v                                             | VR5 10v                                           | V6 30v                                            | V6 30v                                            |
| Diámetro x carrera             | 81.0 mm × 77.4 mm                                 | 81.0 mm × 77.4 mm                                 | 81.0 mm × 86.4 mm                                 | 81.0 mm × 86.4 mm                                 | 81.0 mm × 86.4 mm                                 | 81.0 mm × 86.4 mm                                 | 82.5 mm × 92.8 mm                                 | 81.0 mm × 90.2 mm                                 | 82.5 mm × 86.4 mm                                 | 82.5 mm × 86.4 mm                                 |
| Cilindrada                     | 1595 cm³                                          | 1595 cm³                                          | 1781 cm³                                          | 1781 cm³                                          | 1781 cm³                                          | 1781 cm³                                          | 1984 cm³                                          | 2324 cm³                                          | 2771 cm³                                          | 2771 cm³                                          |
| Relación de compresión         | 10.2: 1                                           | 10.2: 1                                           | 10.3: 1                                           | 10.3: 1                                           | 9.5: 1                                            | 9.5: 1                                            | 10.5: 1                                           | 10.0: 1                                           | 10.6: 1                                           | 10.6: 1                                           |
| Potencia máxima: CV (kW) @ rpm | 100 CV (74 kW) @ 5300                             | 100 CV (74 kW) @ 5600                             | 125 CV (92 kW) @ 5800                             | 125 CV (92 kW) @ 5800                             | 150 CV (110 kW) @ 5700                            | 150 CV (110 kW) @ 5700                            | 120 CV (88 kW) @ 5600                             | 150 CV (110 kW) @ 6000                            | 193 CV (142 kW) @ 6000                            | 193 CV (142 kW) @ 6000                            |
| Par máximo: Nm @ rpm           | 140 Nm @ 3800                                     | 145 Nm @ 3800                                     | 173 Nm @ 3950                                     | 168 Nm @ 3500                                     | 210 Nm @ 1750-4600                                | 210 Nm @ 1750-4600                                | 175 Nm @ 2600                                     | 205 Nm @ 3200                                     | 280 Nm @ 3200                                     | 280 Nm @ 3200                                     |
| Tracción                       | Delantera                                         | Delantera                                         | Delantera / Total                                 | Delantera / Total                                 | Delantera                                         | Delantera                                         | Delantera / Total                                 | Delantera / Total                                 | Total                                             | Total                                             |
| Transmisión                    | Manual, 5 velocidades / Automática, 4 velocidades | Manual, 5 velocidades / Automática, 4 velocidades | Manual, 5 velocidades / Automática, 4 velocidades | Manual, 5 velocidades / Automática, 4 velocidades | Manual, 5 velocidades / Automática, 5 velocidades | Manual, 5 velocidades / Automática, 5 velocidades | Manual, 5 velocidades / Automática, 4 velocidades | Manual, 5 velocidades / Automática, 5 velocidades | Manual, 5 velocidades / Automática, 5 velocidades | Manual, 5 velocidades / Automática, 5 velocidades |
| Aceleración (0-100 Km/h)       | 12.7 s                                            | 12.5 s                                            | 10.9 s                                            | 10.9 s                                            | 8.7 s                                             | 8.9 s                                             | 11.1 s                                            | 8.9 s                                             | 7.6 s                                             | 7.7 s                                             |
| Velocidad máxima               | 192 Km/h                                          | 191 Km/h                                          | 206 Km/h                                          | 206 Km/h                                          | 223 Km/h                                          | 221 Km/h                                          | 203 Km/h                                          | 221 Km/h                                          | 238 Km/h                                          | 238 Km/h                                          |
| Consumo combinado (L/100 Km/h) | 8.0                                               | 8.2                                               | 8.6                                               | 8.5                                               | 8.1                                               | 8.1                                               | 9.0                                               | 9.6                                               | 10.5                                              | 10.5                                              |

| Periodo                        | 1996-2000                                         | 1998-2000                                         | 1996-1999                                         | 1999-2000                                         | 2000                                                         | 1999                                                         | 2000                                                         | 1998-2000                                        |
| Identificación del motor       | AHU                                               | AHH                                               | AFN                                               | AVG                                               | AVB                                                          | AJM                                                          | ATJ                                                          | AFB, AKN                                         |
| Tipo de motor                  | L4 8v, inyección directa, turbo, intercooler      | L4 8v, inyección directa, turbo, intercooler      | L4 8v, inyección directa, turbo, intercooler      | L4 8v, inyección directa, turbo, intercooler      | L4 8v, inyección directa, inyector-bomba, turbo, intercooler | L4 8v, inyección directa, inyector-bomba, turbo, intercooler | L4 8v, inyección directa, inyector-bomba, turbo, intercooler | V6 24v, inyección directa, turbo, intercooler    |
| Diámetro x carrera             | 79.5 mm × 95.5 mm                                 | 79.5 mm × 95.5 mm                                 | 79.5 mm × 95.5 mm                                 | 79.5 mm × 95.5 mm                                 | 79.5 mm × 95.5 mm                                            | 79.5 mm × 95.5 mm                                            | 79.5 mm × 95.5 mm                                            | 78.3 mm × 86.4 mm                                |
| Cilindrada                     | 1896 cm³                                          | 1896 cm³                                          | 1896 cm³                                          | 1896 cm³                                          | 1896 cm³                                                     | 1896 cm³                                                     | 1896 cm³                                                     | 2496 cm³                                         |
| Relación de compresión         | 19.5: 1                                           | 19.5: 1                                           | 19.5: 1                                           | 19.5: 1                                           | 19.0: 1                                                      | 18.0: 1                                                      | 18.0: 1                                                      | 19.5: 1                                          |
| Potencia máxima: CV (kW) @ rpm | 90 CV (66 kW) @ 4000                              | 90 CV (66 kW) @ 4000                              | 110 CV (81 kW) @ 4150                             | 110 CV (81 kW) @ 4150                             | 100 CV (74 kW) @ 4000                                        | 115 CV (85 kW) @ 4000                                        | 115 CV (85 kW) @ 4000                                        | 150 CV (110 kW) @ 4000                           |
| Par máximo: Nm @ rpm           | 210 Nm @ 1900                                     | 210 Nm @ 1900                                     | 235 Nm @ 1900                                     | 235 Nm @ 1900                                     | 250 Nm @ 1900                                                | 285 Nm @ 1900                                                | 310 Nm @ 1900                                                | 310 Nm @ 1500-3200                               |
| Tracción                       | Delantera                                         | Delantera                                         | Delantera / Total                                 | Delantera / Total                                 | Delantera                                                    | Delantera                                                    | Delantera / Total                                            | Delantera / Total                                |
| Transmisión                    | Manual, 5 velocidades / Automática, 4 velocidades | Manual, 5 velocidades / Automática, 4 velocidades | Manual, 5 velocidades / Automática, 4 velocidades | Manual, 5 velocidades / Automática, 4 velocidades | Manual, 5 velocidades                                        | Manual, 5 velocidades / Automática 5 velocidades             | Manual, 6 velocidades / Automática 5 velocidades             | Manual, 6 velocidades / Automática 5 velocidades |
| Aceleración 0–100 km/h         | 13.9 s                                            | 13.5 s                                            | 11.7 s                                            | 11.3 s                                            | 12.4 s                                                       | 10.7 s                                                       | 10.8 s                                                       | 9.4 s                                            |
| Velocidad máxima               | 184 Km/h                                          | 183 Km/h                                          | 196 Km/h                                          | 196 Km/h                                          | 191 Km/h                                                     | 200 Km/h                                                     | 200 Km/h                                                     | 220 Km/h                                         |
| Consumo combinado (L/100 Km/h) | 5.4                                               | 5.3                                               | 5.3                                               | 5.3                                               | 5.4                                                          | 5.3                                                          | 5.5                                                          | 6.9                                              |

### Passat B5.5 (2000-2005)

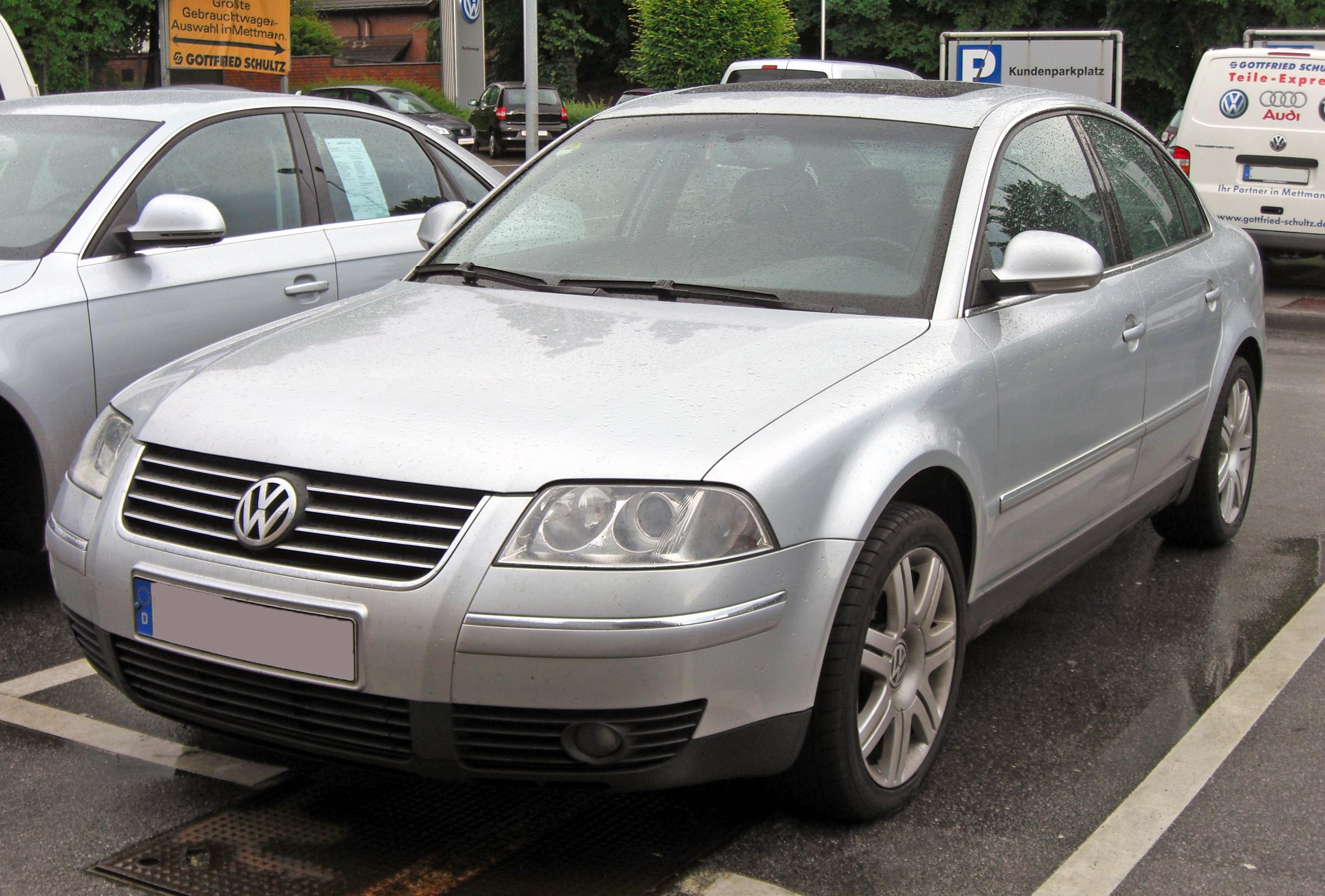
Delantera (2000–2005)
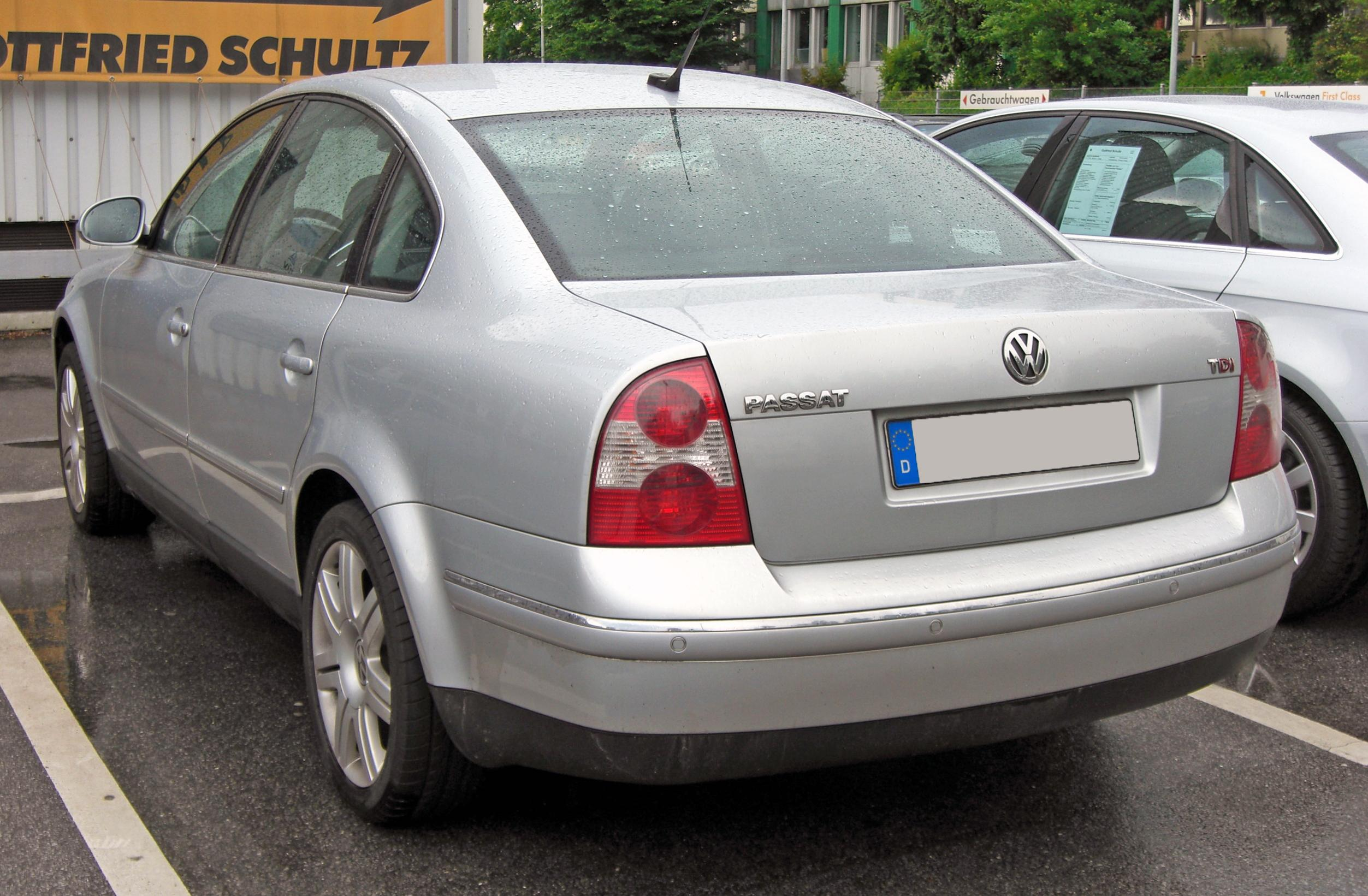
Trasera
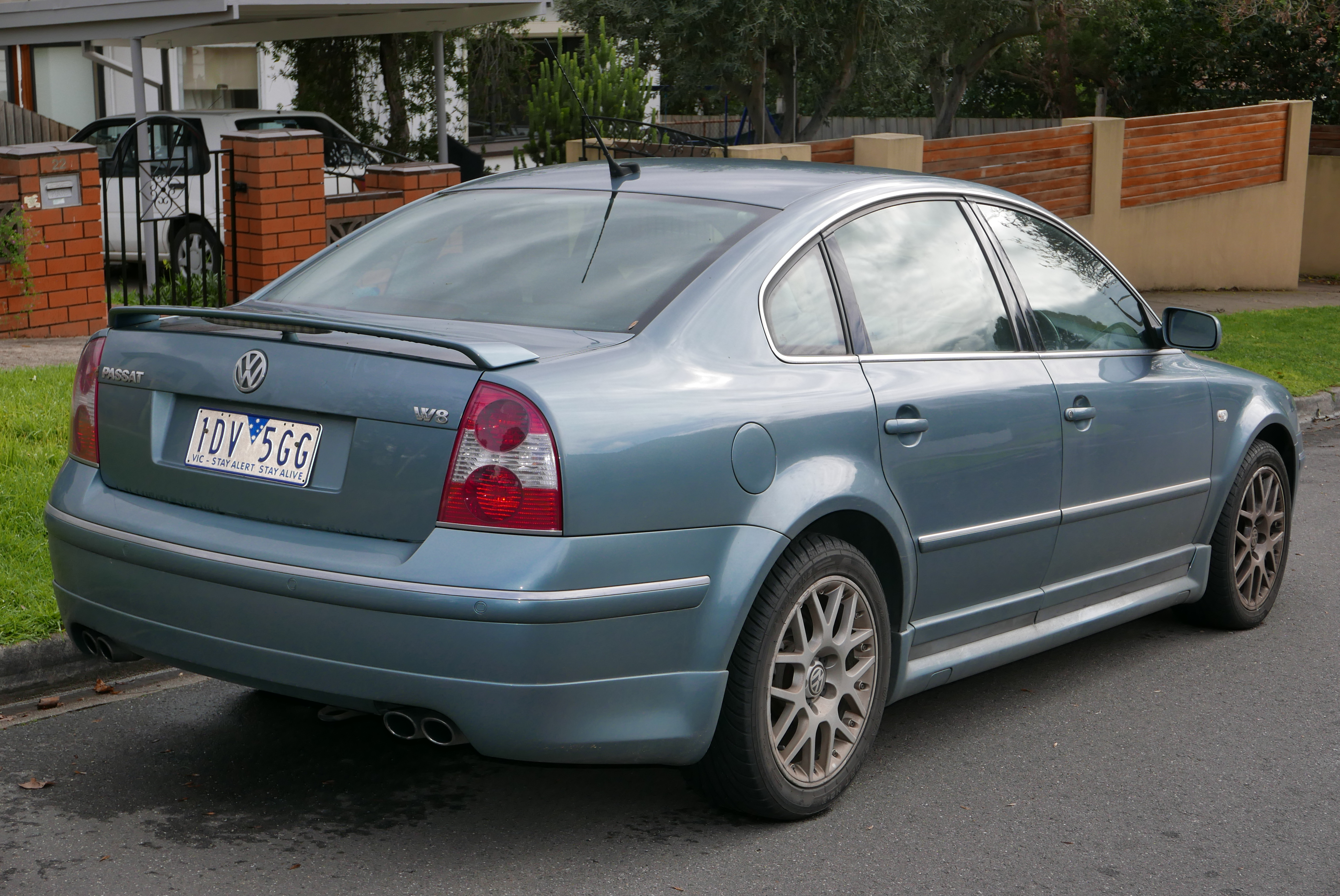
Passat W8 (2000–2005)
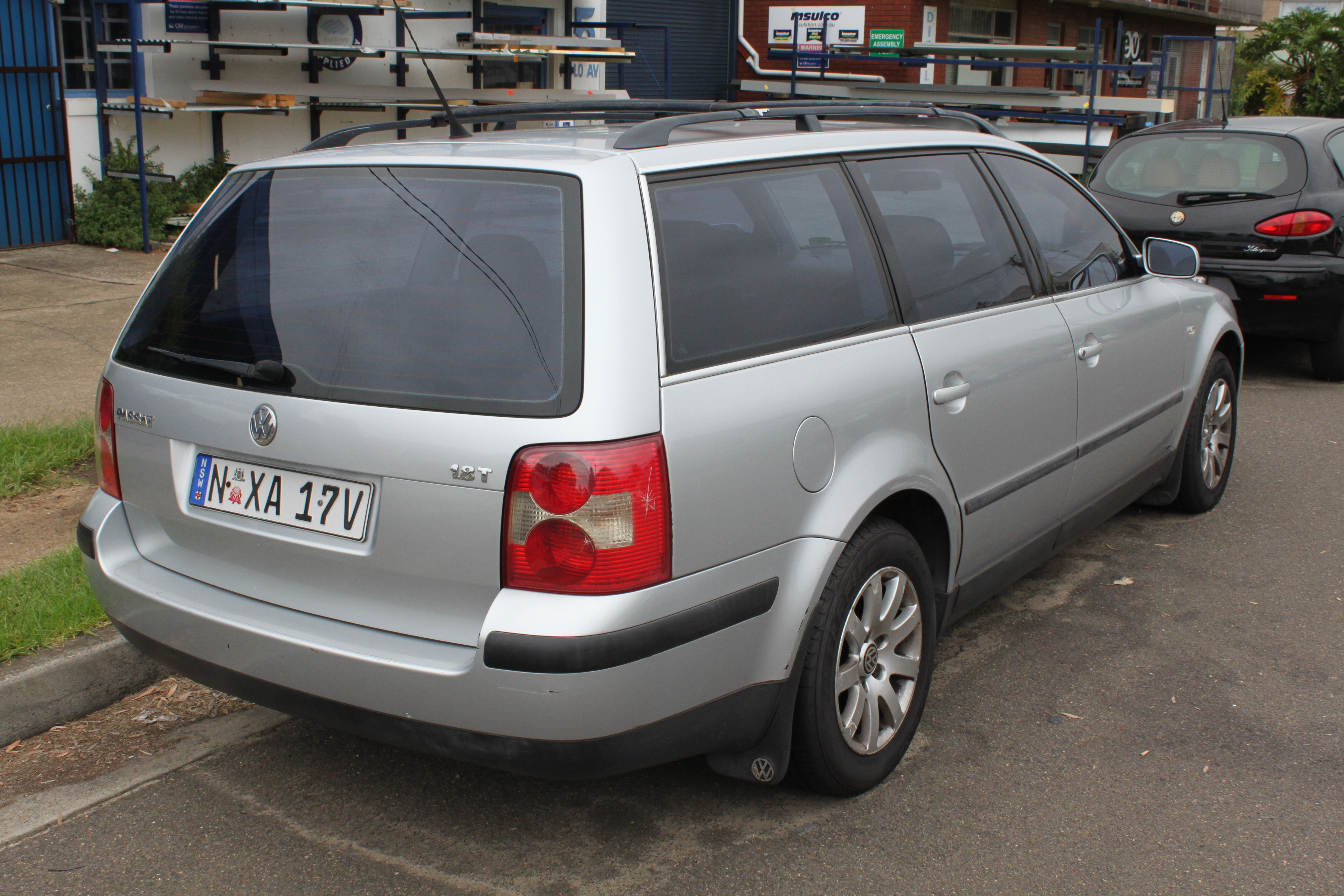
Passat Variant (2000–2005)
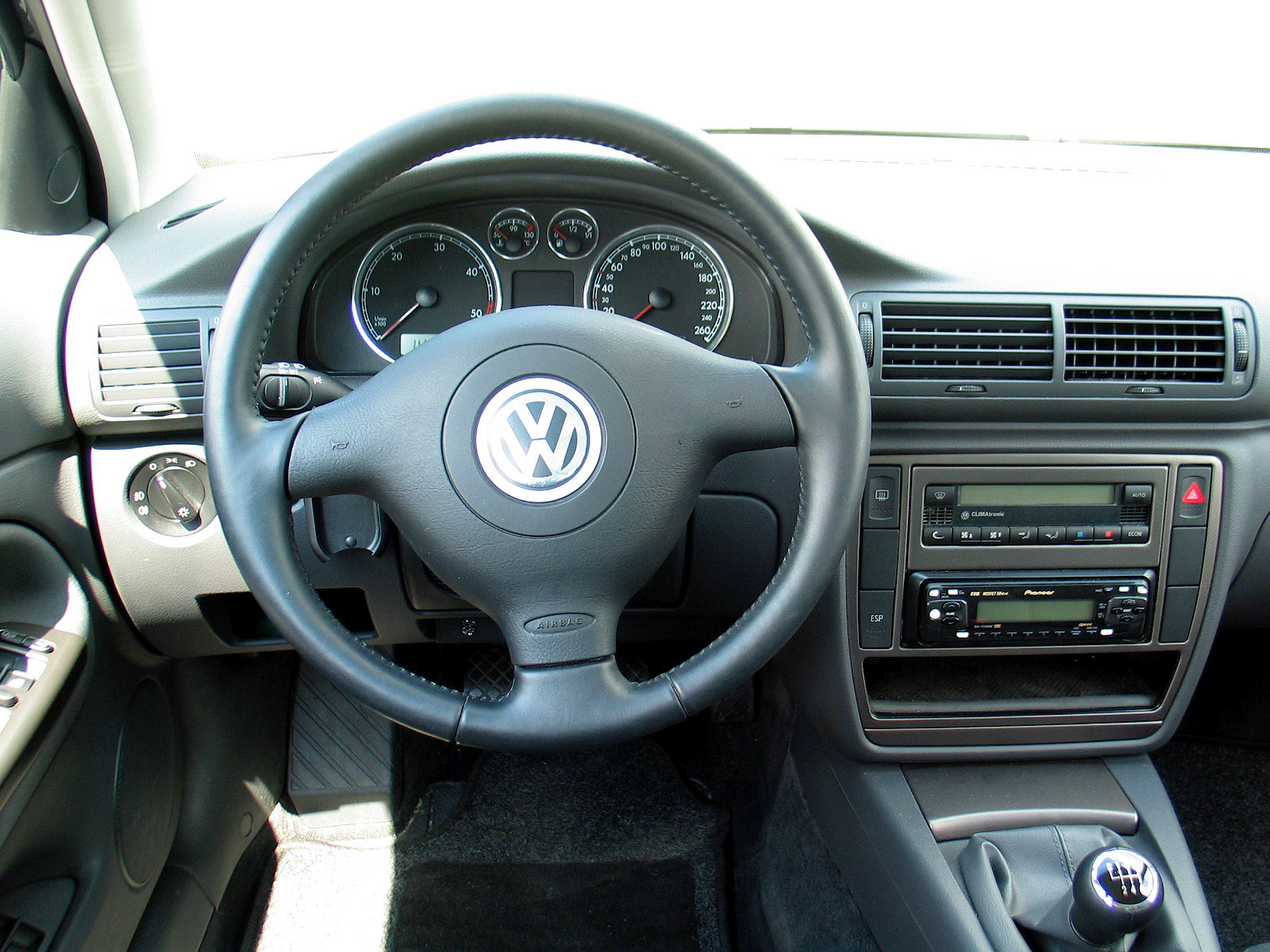
Puesto de conducción

#### Motorizaciones
| Periodo                        | 2000-2005             | 2000-2005                                         | 2000-2005                                         | 2001-2005             | 2001-2005              | 2000-2005                                         | 2001-2004                                        |
| Identificación del motor       | ALZ                   | AWT                                               | AZM, BFF                                          | ALT                   | AZX                    | AMX, ATQ                                          | BDN, BDP                                         |
| Tipo de motor                  | L4 8v                 | L4 20v, turbo, intercooler                        | L4 8v                                             | L4 20v                | VR5 20v                | V6 30v                                            | W8 32v                                           |
| Diámetro x carrera             | 81.0 mm × 77.4 mm     | 81.0 mm × 86.4 mm                                 | 82.5 mm × 92.8 mm                                 | 82.5 mm × 92.8 mm     | 81.0 mm × 90.2 mm      | 82.5 mm × 86.4 mm                                 | 84.0 mm × 90.2 mm                                |
| Cilindrada                     | 1595 cm³              | 1781 cm³                                          | 1984 cm³                                          | 1984 cm³              | 2324 cm³               | 2771 cm³                                          | 3999 cm³                                         |
| Relación de compresión         | 10.2: 1               | 9.3: 1                                            | 10.3: 1                                           | 10.5: 1               | 10.75: 1               | 10.3: 1                                           | 10.8: 1                                          |
| Potencia máxima: CV (kW) @ rpm | 102 CV (75 kW) @ 5600 | 150 CV (110 kW) @ 5700                            | 115 CV (85 kW) @ 5400                             | 130 CV (96 kW) @ 5700 | 170 CV (125 kW) @ 6200 | 193 CV (142 kW) @ 6000                            | 275 CV (202 kW) @ 6000                           |
| Par máximo: Nm @ rpm           | 148 Nm @ 3800         | 210 Nm @ 1750-4600                                | 172 Nm @ 3500                                     | 195 Nm @ 3300         | 225 Nm @ 3200          | 280 Nm @ 3200                                     | 370 Nm @ 2750                                    |
| Tracción                       | Delantera             | Delantera                                         | Delantera / Total                                 | Delantera             | Delantera / Total      | Total                                             | Total                                            |
| Transmisión                    | Manual, 5 velocidades | Manual, 5 velocidades / Automática, 5 velocidades | Manual, 5 velocidades / Automática, 4 velocidades | Manual, 5 velocidades | Manual, 5 velocidades  | Manual, 5 velocidades / Automática, 5 velocidades | Manual, 6 velocidades / Automática 5 velocidades |
| Aceleración (0-100 Km/h)       | 12.7 s                | 9.2 s                                             | 11.2 s                                            | 9.9 s                 | 8.9 s                  | 7.8 s                                             | 6.5 s                                            |
| Velocidad máxima               | 192 Km/h              | 221 Km/h                                          | 200 Km/h                                          | 210 Km/h              | 228 Km/h               | 238 Km/h                                          | 250 Km/h                                         |
| Consumo combinado (L/100 Km/h) | 7.7                   | 8.2                                               | 8.3                                               | 8.0                   | 9.3                    | 10.5                                              | 13.1                                             |

| Periodo                        | 2000-2005                                                    | 2000-2005                                                    | 2000-2005                                                    | 2003-2005                                                    | 2000-2003                                        | 2003-2005                                        | 2003-2005                                        |
| Identificación del motor       | AVB                                                          | AWX                                                          | AVF                                                          | BGW, BHW                                                     | AKN                                              | BDG                                              | BDH, BAU                                         |
| Tipo de motor                  | L4 8v, inyección directa, inyector-bomba, turbo, intercooler | L4 8v, inyección directa, inyector-bomba, turbo, intercooler | L4 8v, inyección directa, inyector-bomba, turbo, intercooler | L4 8v, inyección directa, inyector-bomba, turbo, intercooler | V6 24v, inyección directa, turbo, intercooler    | V6 24v, inyección directa, turbo, intercooler    | V6 24v, inyección directa, turbo, intercooler    |
| Diámetro x carrera             | 79.5 mm × 95.5 mm                                            | 79.5 mm × 95.5 mm                                            | 79.5 mm × 95.5 mm                                            | 81.0 mm × 95.5 mm                                            | 78.3 mm × 86.4 mm                                | 78.3 mm × 86.4 mm                                | 78.3 mm × 86.4 mm                                |
| Cilindrada                     | 1896 cm³                                                     | 1896 cm³                                                     | 1896 cm³                                                     | 1968 cm³                                                     | 2496 cm³                                         | 2496 cm³                                         | 2496 cm³                                         |
| Relación de compresión         | 19.0: 1                                                      | 19.0: 1                                                      | 19.0: 1                                                      | 18.5: 1                                                      | 19.5: 1                                          | 19.5: 1                                          | 18.5: 1                                          |
| Potencia máxima: CV (kW) @ rpm | 100 CV (74 kW) @ 4000                                        | 130 CV (96 kW) @ 4000                                        | 130 CV (96 kW) @ 4000                                        | 136 CV (100 kW) @ 4000                                       | 150 CV (110 kW) @ 4000                           | 163 CV (120 kW) @ 4000                           | 180 CV (132 kW) @ 4000                           |
| Par máximo: Nm @ rpm           | 250 Nm @ 1900                                                | 285 Nm @ 1750-2500                                           | 310 Nm @ 1900                                                | 335 Nm @ 1900                                                | 310 Nm @ 1500-3200                               | 350 Nm @ 1500-3000                               | 370 Nm @ 1500-2500                               |
| Tracción                       | Delantera                                                    | Delantera                                                    | Delantera / Total                                            | Delantera                                                    | Delantera / Total                                | Delantera                                        | Total                                            |
| Transmisión                    | Manual, 5 velocidades / Automática, 4 velocidades            | Manual, 5 velocidades                                        | Manual, 6 velocidades / Automática 5 velocidades             | Manual, 6 velocidades                                        | Manual, 6 velocidades / Automática 5 velocidades | Manual, 6 velocidades / Automática 5 velocidades | Manual, 6 velocidades / Automática 5 velocidades |
| Aceleración 0–100 km/h         | 12.4 s                                                       | 9.9 s                                                        | 9.9 s                                                        | 9.8 s                                                        | 9.6 s                                            | 9.1 s                                            | 8.7 s                                            |
| Velocidad máxima               | 191 Km/h                                                     | 208 Km/h                                                     | 208 Km/h                                                     | 211 Km/h                                                     | 220 Km/h                                         | 225 Km/h                                         | 226 Km/h                                         |
| Consumo combinado (L/100 Km/h) | 5.4                                                          | 5.6                                                          | 5.6                                                          | 6.1                                                          | 6.9                                              | 6.8                                              | 7.6                                              |